# 西奧羅拉 (密蘇里州)
西奧羅拉（英語：West Aurora）是位於美國密蘇里州米勒縣的非建制地區。

## 地理
西奧羅拉所處的海拔為高於海平面283米（即929英呎），而該地所採用的時區為UTC-6，即北美中部時區（CST）。同時該地設有夏令時間，為UTC-6調快一小時，即UTC-5（CDT）。